# Indool-3-azijnzuur
Indool-3-azijnzuur is een natuurlijk voorkomend plantenhormoon en de belangrijkste verbinding uit de groep van auxines. De stof stimuleert de groei van de planten en stuurt de groeirichting aan de top van de stengels en aan de wortelpunten. Zeer kleine hoeveelheden ervan kunnen reeds de groei stimuleren.

## Synthese
Indool-3-azijnzuur wordt in de cellen van jonge bladeren gevormd en van daaruit naar de groeizones getransporteerd.
Het kan synthetisch bereid worden door de reactie van indool met glycolzuur in aanwezigheid van een base:

## Toepassingen
Indool-3-azijnzuur is bestanddeel van een aantal stekpoeders (onder andere Rhizopon A) die men gebruikt om stekken weer te laten wortelen. Er zijn ook producten met vergelijkbare, natuurlijke of synthetische auxines zoals 1-naftaleenazijnzuur of indool-3-boterzuur.
Sommige herbiciden, waaronder triclopyr, 2,4-D en 2,4,5-T zijn synthetische auxines met een gelijkwaardige werking als indool-3-azijnzuur. Ze veroorzaken een snelle, ongecontroleerde groei van de planten waardoor die uiteindelijk afsterven.